# Ókind
Ókind est un groupe islandais, originaire de Seltjarnarness.

## Histoire
Ókind a ses racines à Seltjarnarness. Le groupe est arrivé deuxième au concours musical Músíktilraunir en 2002 et Birgir Örn Árnason est sélectionnée comme la bassiste la plus prometteuse. Le groupe compte deux albums. Le premier, Heimsenda 18, sorti en 2003, est enregistré en studio et remporte un prix au Músíktilraunir,. Le deuxième, Hvar i Hvergilandi, sorti en 2006, est enregistré par Birgir Örn dans leur propre studio. Le groupe joue à guichet fermé après la publication d'une bonne critique de leur album par Morgunblaðin.
Le groupe donne son dernier concert au club Amsterdam en août 2006. Ce n'est qu'après ce concert que deux des membres d'Ókind confirment dans une interview avec Morgunblaðin, la séparation du groupe, peu de temps après le concert. Les membres du groupe se tourneront vers d'autres projets, que ce soit dans le domaine musical ou autre, par ex. Birgir mettra davantage l'accent sur la gestion des enregistrements. Steingrímur Karl fait maintenant partie du groupe Moses Hightower où il joue du clavier et chante. Il a également été membre d'autres groupes, par ex. Glymskrattirnir et Llama, ainsi qu'il a réalisé divers projets en tant que pianiste/claviériste.
Le groupe annonce un nouveau concert prévu le 4 septembre 2010, le premier depuis plus de quatre ans.

## Membres
- Birgir Örn Arnason — basse
- Ingi Einar Jóhannesson — guitare électrique
- Ólafur Freyr Frímansson — batterie
- Steingrímur Karl Teague — chant, claviers

## Discographie
- 2003 : Heimsenda 18
- 2006 : Hvar i Hvergilandi